# Патрік Джон
Патрік Роланд Джон (англ. Patrick Roland John‎‎‎‎; 7 січня 1938 — 6 липня 2021) — домінікський політичний діяч, перший прем'єр-міністр країни після проголошення незалежності від Великої Британії.

## Кар'єра
1970 року був обраний до лав парламенту. 1974 він очолив уряд Домініки, яка все ще перебувала під контролем офіційного Лондона. Був змушений залишити пост глави уряду вже незалежної держави в результаті масових протестів. Безуспішно намагався усунути від влади уряд Юджинії Чарлз, після чого був ув'язнений на 12 років.
Після звільнення з в'язниці Джон, як колишній гравець національної збірної з футболу, став місцевим футбольним функціонером. 1992 року його обрали на пост президента Футбольної асоціації Домініки (DFA). 1994 під його керівництвом DFA стала членом ФІФА. Очолював Асоціацію до 2006. 2007 року потрапив до Зали слави КОНКАКАФ. У травні 2008 року його знову було обрано на пост президента DFA. У листопаді 2011 року ФІФА дискваліфікувала Джона на два роки та призначила штраф у сумі 3 300 доларів за його причетність до підкупу кандидата на пост президента ФІФА Могамеда бін Гаммана